# VM i curling 2009 (mixed double)
Verdensmesterskabet i curling 2009 i mixed double var det andet VM i curling i mixed double og blev arrangeret af World Curling Federation. Mesterskabet havde deltagelse af 27 hold og blev afviklet i Cortina d'Ampezzo, Italien i perioden 18. – 25. april 2009.
Mesterskabet blev for andet år i træk vundet af schweizerne Toni Müller og Irene Schori, der ligesom året før gik ubesejret gennem turneringen, og som efter de to første VM-turneringer i mixed double herefter var noteret for 19 sejre og 0 nederlag! I finalen besejrede schweizerne det ungarske ægtepar György Nagy og Ildiko Szekeres med 7-4, og dermed vandt Ungarn for første gang nogensinde medaljer ved et større curlingmesterskab. Bronzemedaljerne gik til Canada, som i bronzekampen vandt 6-5 over Kina. Danmark blev repræsenteret af Per og Christine Svensen, som i den indledende runde blev noteret for fire sejre og fire nederlag, hvilket rakte til en samlet 12.-plads.

## Resultater
De 27 hold var opdelt i tre gruppe med ni hold. Holdene i hver gruppe spillede alle-mod-alle. De tre gruppevindere gik videre til semifinalerne, mens de tre toere spillede om den sidste semifinaleplads.
| Blå gruppe | Blå gruppe | Blå gruppe | Blå gruppe |
| Plac.      | Hold       | Vundne     | Tabte      |
| ---------- | ---------- | ---------- | ---------- |
| 1.         | Schweiz    | 8          | 0          |
| 2.         | Tjekkiet   | 6          | 2          |
| 3.         | Polen      | 6          | 2          |
| 4.         | Letland    | 4          | 4          |
| 5.         | Frankrig   | 4          | 4          |
| 6.         | Japan      | 3          | 5          |
| 7.         | Østrig     | 3          | 5          |
| 8.         | Slovakiet  | 2          | 6          |
| 9.         | Wales      | 0          | 8          |

| Rød gruppe | Rød gruppe  | Rød gruppe | Rød gruppe |
| Plac.      | Hold        | Vundne     | Tabte      |
| ---------- | ----------- | ---------- | ---------- |
| 1.         | Canada      | 8          | 0          |
| 2.         | Finland     | 7          | 1          |
| 3.         | Skotland    | 6          | 2          |
| 4.         | Rusland     | 4          | 4          |
| 5.         | New Zealand | 4          | 4          |
| 6.         | Italien     | 3          | 5          |
| 7.         | England     | 2          | 6          |
| 8.         | Australien  | 2          | 6          |
| 9.         | Bulgarien   | 0          | 8          |

| Grøn gruppe | Grøn gruppe | Grøn gruppe | Grøn gruppe |
| Plac.       | Hold        | Vundne      | Tabte       |
| ----------- | ----------- | ----------- | ----------- |
| 1.          | Kina        | 7           | 1           |
| 2.          | Ungarn      | 6           | 2           |
| 3.          | Sverige     | 6           | 2           |
| 4.          | Danmark     | 4           | 4           |
| 5.          | Estland     | 4           | 4           |
| 6.          | USA         | 3           | 5           |
| 7.          | Sydkorea    | 3           | 5           |
| 8.          | Norge       | 2           | 6           |
| 9.          | Spanien     | 1           | 7           |

### Slutspil
| Dato                            | Kamp              | Res. |
| ------------------------------- | ----------------- | ---- |
| Kvalifikation til semifinalerne |                   |      |
| 24.4.                           | Ungarn - Tjekkiet | 9-6  |
| 24.4.                           | Finland - Ungarn  | 3-9  |
| Semifinaler                     |                   |      |
| 24.4.                           | Ungarn - Canada   | 7-5  |
| 24.4.                           | Kina - Schweiz    | 2-10 |
| Bronzekamp                      |                   |      |
| 25.4.                           | Canada - Kina     | 6-5  |
| Finale                          |                   |      |
| 25.4.                           | Ungarn - Schweiz  | 4-7  |